# Castell Caer Wedros
Castell Caer Wedros är ett slott i Storbritannien.   Det ligger i kommunen Ceredigion och riksdelen Wales, i den södra delen av landet, 300 km väster om huvudstaden London. Castell Caer Wedros ligger 148 meter över havet.
Terrängen runt Castell Caer Wedros är platt åt nordväst, men åt sydost är den kuperad. Havet är nära Castell Caer Wedros åt nordväst. Runt Castell Caer Wedros är det ganska glesbefolkat, med 43 invånare per kvadratkilometer. Närmaste större samhälle är Llandysul, 15,6 km söder om Castell Caer Wedros. Trakten runt Castell Caer Wedros består i huvudsak av gräsmarker.